# گروه هیوندای
گروه هیوندای (به انگلیسی: Hyundai Group) شرکت خوشه‌ای کره‌ای است، که ریشه‌های تأسیس آن، به سال ۱۹۴۷ بازمی‌گردد، که شرکت هیوندای، توسط چانگ جو-یانگ، در قالب یک شرکت ساختمانی، راه‌اندازی شد.
شرکت هیوندای از سال ۱۹۵۴ با استفاده از امکانات دولتی شروع به توسعه و گسترش در دیگر زمینه‌های صنعتی کرد، که در نهایت مجموعهٔ هیوندای، به دومین شرکت خوشه‌ای کره جنوبی تبدیل شد.
این مجموعه در پی بحران مالی ۱۹۹۷ آسیا، به شرکت‌های مختلفی تفکیک گردید و از دل آن، شرکت‌هایی چون؛ هیوندای موتور گروپ، هیوندای موتور، مهندسی و ساخت‌وساز هیوندای، هیوندای موبیس، هیوندای استیل، اولسان هیوندای، صنایع سنگین هیوندای و بسیاری دیگر، تشکیل شدند.
گروه هیوندای هم‌اکنون در حوزه‌های ساخت آسانسور، سرویس‌های کانتینری و خدمات گردشگری فعالیت می‌کند. دفتر مرکزی این شرکت در شهر سئول، کره جنوبی قرار دارد.